# Asociace rádiového orientačního běhu
Asociace rádiového orientačního běhu České republiky (zkratka AROB ČR, anglicky Czech ARDF Association) je sportovně technicky zaměřený spolek, sdružující zejména zájemce o rádiový orientační běh (dále jen ROB) v České republice. Zabýva se především organizací soutěží, pravidly a řády ROB a zabezpečuje státní sportovní reprezentaci v ROB. Založena byla roku 1993.
Rada AROB je statutárním orgánem organizace. Řídí činnost AROB ČR a realizuje jeho rozhodnutí. Skládá se z předsedy a šesti členů.
Současným(2019) předsedou je Miroslav Vlach, OK1UMY, místopředsedkyní Tereza Skládanková.

## Státní, žákovská a dorostenecká reprezentace
AROB zabezpečuje státní reprezentaci v ROB, jmenuje trenéry státní a žákovské a dorostenecké reprezentace.
V průběhu let je česká reprezentace mimořádně úspěšná, závodníci se pravidelně umisťují ve světové špičce a pravidelně vozí medaile ze světových soutěží (Mistrovství světa, Mistrovství Evropy). Seniorská reprezentace obsahuje výběr závodníků kategorií D19, D20, M19 a M20. Žákovská a dorostenecká reprezentace obsahuje výběr závodníků D14, D16 a M14 a M16.
- Trenér státní sportovní reprezentace: Andryi Gomzyk (FTU)
- Trenér žákovské a dorostenecké reprezentace: Miroslav Vlach (DCH)

## Oddíly a indexace[1]

### Zkratka oddílu
Asociace sdružuje jednotlivé oddíly radiového orientačního běhu. Ty mají přidělené své jednotlivé zkratky. Zkratka je přidělena na základě krajské příslušnosti.
Vzorová zkratka – AFK. "A" v tomto případě značí Prahu. "FK" index oddílu.

### Index člena
Jednotlivým členům se poté následně přidělují indexy, dle následujícího vzoru.
(zkratka oddílu) (poslední dvě čísla roku narození) (pořadové číslo 0–49 – u žen zvýšeno o 50)
Vzorový index – ASP9311

## Seznam oddílů dle krajů[5]

### Hlavní město Praha
- AFK – FOX–klub Praha z.s. ASP – Radioklub OK1KYP, z.s.

### Středočeský kraj
- BKA – Radio Orient Kamýk n/Vlt. z.s.

### Západočeský kraj
- DCH – Radioelektronika Cheb z.s.

### Severočeská oblast
- ETE – AVZO TSČ ČR TEPLICE hrad DOUBRAVKA, p.b. (oddíl ROB) ELB – SZTM ROB Liberec, z.s.

### Východočeská oblast
- FCS – ROB Česká Skalice z.s. FPA – ROB Pardubice z.s. FTU – Tělovýchovná jednota Turnov, z.s. (oddíl ROB) FCL – TJ Lokomotiva, z.s. Česká Třebová (oddil ROB)

### Jihomoravská oblast
- GAP – O-sport z.s. GBM – SK Radiosport z.s.(Bílovice nad Svitavou) GNM – Sportovní klub Orientační sporty Nové Město na Moravě

### Severomoravská (Slezská) oblast
- HRC – Hrčavský Vlk, z.s. HKR – Oddíl ROB Krnov, z.s. HNJ – Radioklub OK2KYZ, z.s.